# Campeonato Europeo de Triatlón de 2019
El XXXV Campeonato Europeo de Triatlón se celebró en Weert (Países Bajos) entre el 31 de mayo y el 2 de junio de 2019 bajo la organización de la Unión Europea de Triatlón (ETU) y la Federación Neerlandesa de Triatlón.

## Resultados
| Evento               | Oro                                                             | Plata                                                                       | Bronce                                                                            |
| -------------------- | --------------------------------------------------------------- | --------------------------------------------------------------------------- | --------------------------------------------------------------------------------- |
| Masculino (01.06)    | Alistair Brownlee Reino Unido                                   | João Pereira Portugal                                                       | Jelle Geens · Bélgica                                                             |
| Femenino (31.05)     | Elizabeth Potter Reino Unido                                    | Sandra Dodet Francia                                                        | Claire Michel · Bélgica                                                           |
| Relevo mixto (02.06) | Francia Sandra Dodet Paul Georgenthum Emilie Morier Léo Bergere | Alemania · Nina Eim · Jonas Breinlinger · Caroline Pohle · Justus Nieschlag | Países Bajos · Maya Kingma · Marco van der Stel · Rachel Klamer · Jorik van Egdom |

### Masculino
| Puesto            | Triatleta                 | País        |       |       |       | Final   |
| ----------------- | ------------------------- | ----------- | ----- | ----- | ----- | ------- |
| Medalla de oro    | Alistair Brownlee         | Reino Unido | 15:44 | 47:38 | 30:41 | 1:35:01 |
| Medalla de plata  | João Pereira              | Portugal    | 15:56 | 48:24 | 30:09 | 1:35:23 |
| Medalla de bronce | Jelle Geens               | Bélgica     | 15:57 | 48:18 | 30:45 | 1:35:56 |
| 4                 | Rostislav Pevtsov         | Azerbaiyán  | 16:13 | 48:04 | 30:49 | 1:36:03 |
| 5                 | Barclay Izzard            | Reino Unido | 16:06 | 48:10 | 30:52 | 1:36:06 |
| 6                 | Marten Van Riel           | Bélgica     | 15:46 | 47:31 | 31:56 | 1:36:12 |
| 7                 | Vicente Hernández Cabrera | España      | 15:52 | 48:24 | 30:59 | 1:36:16 |
| 8                 | Andreas Schilling         | Dinamarca   | 16:13 | 47:59 | 31:10 | 1:36:21 |

### Femenino
| Puesto            | Triatleta        | País            |       |       |       | Final   |
| ----------------- | ---------------- | --------------- | ----- | ----- | ----- | ------- |
| Medalla de oro    | Elizabeth Potter | Reino Unido     | 17:18 | 54:15 | 33:23 | 1:45:44 |
| Medalla de plata  | Sandra Dodet     | Francia         | 17:15 | 54:17 | 34:29 | 1:46:42 |
| Medalla de bronce | Claire Michel    | Bélgica         | 17:24 | 54:08 | 34:36 | 1:46:55 |
| 4                 | Emilie Morier    | Francia         | 17:22 | 54:07 | 35:27 | 1:47:49 |
| 5                 | Vendula Frintová | República Checa | 18:09 | 55:10 | 33:56 | 1:47:59 |
| 6                 | Carolyn Hayes    | Irlanda         | 17:59 | 55:15 | 34:00 | 1:48:01 |
| 7                 | Sara Vilic       | Austria         | 17:24 | 54:01 | 35:51 | 1:48:12 |
| 8                 | Olivia Mathias   | Reino Unido     | 17:15 | 54:13 | 36:06 | 1:48:20 |

### Relevo mixto
| Puesto            | País         | R1    | R2    | R3    | R4    | Final   |
| ----------------- | ------------ | ----- | ----- | ----- | ----- | ------- |
| Medalla de oro    | Francia      | 18:32 | 17:13 | 18:49 | 17:07 | 1:11:40 |
| Medalla de plata  | Alemania     | 18:38 | 17:15 | 19:00 | 16:51 | 1:11:43 |
| Medalla de bronce | Países Bajos | 18:46 | 17:00 | 18:48 | 17:22 | 1:11:54 |

## Medallero
| Núm. | País         | Oro | Plata | Bronce | Total |
| ---- | ------------ | --- | ----- | ------ | ----- |
| 1    | Reino Unido  | 2   | 0     | 0      | 2     |
| 2    | Francia      | 1   | 1     | 0      | 2     |
| 3    | Alemania     | 0   | 1     | 0      | 1     |
| 3    | Portugal     | 0   | 1     | 0      | 1     |
| 5    | Bélgica      | 0   | 0     | 2      | 2     |
| 6    | Países Bajos | 0   | 0     | 1      | 1     |
|      | TOTAL        | 3   | 3     | 3      | 9     |